# Scottish Premier Division 1985/86
Die Scottish Football League Premier Division wurde 1985/86 zum elften Mal ausgetragen. Es war zudem die 89. Austragung einer höchsten Fußball-Spielklasse innerhalb der Scottish Football League, in der der Schottische Meister ermittelt wurde. In der Saison 1985/86 traten 10 Vereine in insgesamt 36 Spieltagen gegeneinander an. Jedes Team spielte jeweils zweimal zu Hause und auswärts gegen jedes andere Team. Es galt die 2-Punkte-Regel. Bei Punktgleichheit zählte die Tordifferenz.
Die Meisterschaft gewann zum insgesamt 34. Mal in der Vereinsgeschichte Celtic Glasgow. Das Titelrennen wurde zugunsten von Celtic am letzten Spieltag durch die bessere Tordifferenz entschieden. Die Bhoys qualifizierten sich als Meister für die folgende Europapokal der Landesmeister Saison-1986/87. Als Pokalsieger, qualifizierte sich der FC Aberdeen für den Europapokal der Pokalsieger. Der zweit-, dritt- und fünftplatzierte Heart of Midlothian, Dundee United und die Glasgow Rangers qualifizierten sich für den UEFA-Pokal. Dundee United erreichte dabei das Finale gegen IFK Göteborg das in Hin- und Rückspiel mit 1:2 verloren wurde.
Da die Liga für die folgende Saison auf zwölf Teams aufgestockt wurde, gab es in dieser Spielzeit keinen Absteiger. Mit 24 Treffern wurde Ally McCoist von den Glasgow Rangers Torschützenkönig.

## Vereine
| Verein              | Stadt      | Stadion           |
| ------------------- | ---------- | ----------------- |
| Celtic Glasgow      | Glasgow    | Celtic Park       |
| FC Aberdeen         | Aberdeen   | Pittodrie Stadium |
| FC Clydebank        | Clydebank  | Kilbowie Park     |
| FC Dundee           | Dundee     | Dens Park         |
| Dundee United       | Dundee     | Tannadice Park    |
| FC Motherwell       | Motherwell | Fir Park          |
| FC St. Mirren       | Paisley    | Love Street       |
| Glasgow Rangers     | Glasgow    | Ibrox Park        |
| Heart of Midlothian | Edinburgh  | Tynecastle Park   |
| Hibernian Edinburgh | Edinburgh  | Easter Road       |

## Statistik

### Abschlusstabelle
| Pl. | Verein              | Sp. | S  | U  | N  | Tore    | Diff. | Punkte |
| --- | ------------------- | --- | -- | -- | -- | ------- | ----- | ------ |
| 1.  | Celtic Glasgow (P)  | 36  | 20 | 10 | 6  | 067:380 | +29   | 50:22  |
| 2.  | Heart of Midlothian | 36  | 20 | 10 | 6  | 059:330 | +26   | 50:22  |
| 3.  | Dundee United       | 36  | 18 | 11 | 7  | 059:310 | +28   | 47:25  |
| 4.  | FC Aberdeen (M)     | 36  | 16 | 12 | 8  | 062:310 | +31   | 44:28  |
| 5.  | Glasgow Rangers (L) | 36  | 13 | 9  | 14 | 053:450 | +8    | 35:37  |
| 6.  | FC Dundee           | 36  | 14 | 7  | 15 | 045:510 | −6    | 35:37  |
| 7.  | FC St. Mirren       | 36  | 13 | 5  | 18 | 042:630 | −21   | 31:41  |
| 8.  | Hibernian Edinburgh | 36  | 11 | 6  | 19 | 049:630 | −14   | 28:44  |
| 9.  | FC Motherwell (N)   | 36  | 7  | 6  | 23 | 033:660 | −33   | 20:52  |
| 10. | FC Clydebank (N)    | 36  | 6  | 8  | 22 | 029:770 | −48   | 20:52  |

Platzierungskriterien: 1. Punkte – 2. Tordifferenz – 3. geschossene Tore

| Saison 1985/86 |

| Zum Saisonende 1984/85 |                                   |
| (M)                    | Meister des Vorjahres             |
| (P)                    | Pokalsieger des Vorjahres         |
| (L)                    | Ligapokalsieger des Vorjahres     |
| (N)                    | Aufsteiger aus der First Division |

## Die Meistermannschaft von Celtic Glasgow
(Berücksichtigt wurden alle Spieler die im Kader für die Saison 1985/86 standen.)
| 1. | Celtic Glasgow |
|    | - Tor: Pat Bonner, Peter Latchford - Abwehr: Owen Archdeacon, Ronnie Coyle, Tom McAdam, Danny McGrain, Paul McGugan, Willie McStay, Pierce O’Leary - Mittelfeld: Roy Aitken, Tommy Burns, Peter Grant, Steve Kean, Murdo MacLeod, Dougie McGuire, Paul McStay, David Provan, Tony Shepherd - Angriff: Sandy Fraser, Mo Johnston, Brian McClair, Alan McInally - Trainer: David Hay |